# The Phil Collins Big Band

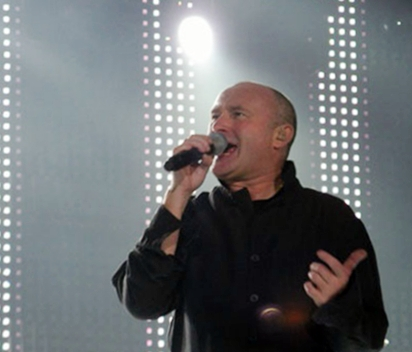
Phil Collins lors d'un concert à Düsseldorf en novembre 2005

The Phil Collins Big Band est un projet de grand orchestre de jazz monté par Phil Collins, tout d'abord en 1996 puis en 1999, lorsque paraît l'album A Hot Night In Paris. Avec un orchestre comprenant entre autres Daryl Stuermer à la guitare, Brad Cole au piano, ainsi que Gerald Albright au saxophone, il reprend des chansons de son répertoire solo mais aussi de Genesis, en plus d'une composition de son saxophoniste Gerald Albright Chips And Salsa et des standards de jazz. Phil invite Oleta Adams au chant et au piano, alors qu'il se concentre exclusivement à la batterie. On retrouve aussi une pièce de Miles Davis, Milestones ainsi qu'une composition du Average White Band, Pick Up the Pieces.
Des personnalités de la musique, comme Tony Bennett et Oleta Adams, Quincy Jones, David Sanborn ou Greg Phillinganes, sont invités occasionnellement pendant une tournée de neuf concerts. En 1999, The Phil Collins Big Band enregistre l'album live lors d'un concert à Paris. Cet album intitulé A Hot Night In Paris est sorti la même année sur le label Atlantic.
Sur le DVD Phil Collins Live at Montreux, il y a un DVD supplémentaire offrant le concert de Phil avec le Big Band donné à Montreux en Suisse en 1996 et sur une des pièces offertes ce soir-là, There'll Be Some Changes Made, on retrouve Tony Bennett au chant et l'orchestre est dirigé par Quincy Jones.
Sur le coffret compilation de 4 CD Plays Well With Others de Phil Collins paru en 2018, on retrouve deux morceaux avec le Phil Collins Big Band, à savoir Chips and Salsa et Pick Up the Pieces dans une version longue de 21 minutes et 13 secondes. On y découvre aussi une chanson avec Phil et Quincy Jones Stormy Weather chantée par Phil Collins, une avec Tony Bennett et le Big Band accompagnés par le pianiste Ralph Sharon et le contrebassiste Douglas Richeson, There'll Be Some Changes Made et finalement une avec le Buddy Rich Big Band, Birdland.

## Contenu de l'album
Contenu, durée des pièces et compositeurs de chacune d'entre elles selon les indications incluses dans le livret de l'album.
- Sussudio : (Phil Collins) - 6:52
- That's All : (Tony Banks, Mike Rutherford, Phil Collins) - 5:34
- Invisible touch : (Tony Banks, Mike Rutherford, Phil Collins) - 5:42
- Hold on my heart : (Tony Banks, Mike Rutherford, Phil Collins) - 6:36
- Chips & Salsa : (Gerald Allbright) arrg. Gerald Allbright et Harry Kim - 5:23
- I don't care anymore : (Phil Collins) - 6:05
- Milestones : (Miles Davis) - 6:34
- Against all odds : (Phil Collins) - 5:04
- Pick up the Pieces : (Average White Band) - 12:41
- The Los Endos Suite : (Tony Banks, Steve Hackett, Mike Rutherford, Phil Collins) arrg. Harry Kim - 10:26

## Musiciens
- Phil Collins : batterie
- Brad Cole : piano
- Daryl Stuermer : Guitare électrique
- Doug Richeson : contrebasse
- Luis Conte (en) : percussions

### Big Band
- Harry Kim : directeur musical, trompette, bugle
- Daniel Fornero : trompette, bugle
- Alan Hood : trompette, bugle
- Ron Modell : trompette, bugle
- Tito Carrillo : trompette
- Arturo Velasco : trombone
- Scott Bliege : trombone
- Mark Bettcher : trombone
- Antonio Garcia : trombone
- Matt James : saxophone alto
- Gerald Albright : saxophone alto
- Larry Panella : saxophone ténor
- Chris Collins : saxophone ténor
- Ian Nevins : saxophone ténor
- Kevin Sheehan : saxophone baryton